# Twenty One Pilots

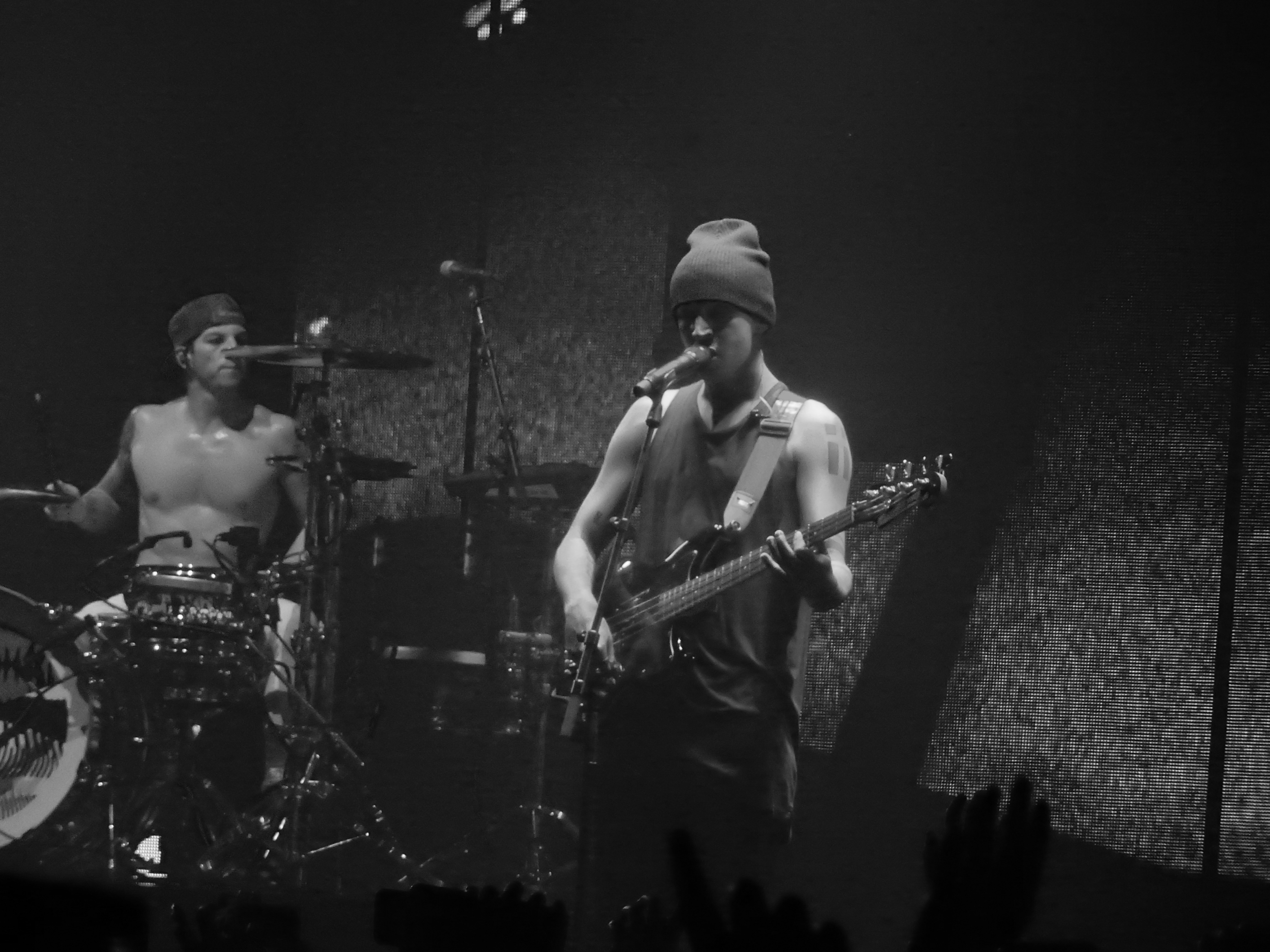
Twenty One Pilots 2016

Twenty One Pilots (někdy stylizováno jako twenty one pilots či twenty øne piløts) je americké hudební duo pocházející z Columbusu v Ohiu. Kapela oficiálně vznikla roku 2009 a jejími členy jsou zpěvák Tyler Joseph a bubeník Josh Dun. Na svém kontě mají sedm alb, z nichž dvě úvodní vydali, aniž by byli podepsáni pod nahrávací společností. První album se jmenovalo Twenty One Pilots (2009), druhé Regional At Best (2011). Následně se zapsali pod vydavatelství Fueled By Ramen a roku 2013 jim vyšlo album Vessel. 19. května 2015 (17. května 2015 na iTunes) vyšla jejich čtvrtá deska s názvem Blurryface. 5. října 2018 vydali pátou desku s názvem Trench, 21. května 2021 vyšlo jejich šesté album pojmenované Scaled and Icy a 24. května 2024 sedmé album jménem Clancy.

## Historie

### 2009–2011: Vznik Twenty Øne Piløts
Kapela vznikla roku 2009 spojením přátel ze střední školy. Původní sestava byla: Tyler Joseph, Nick Thomas a Chris Salih. Frontman Tyler přišel na jméno kapely podle knihy spisovatele Arthura Millera All My Sons, kde se hlavní postava vyrovnává s faktem, že zavinila smrt „jednadvaceti pilotů“. 29. prosince 2009 vydali své debutové album Twenty One Pilots a zahájili turné po Ohiu.
V roce 2010 skupina uvolnila dvě do té doby oficiálně nevydané skladby na svůj účet na SoundCloud. Jednalo se o originální skladbu s názvem Time to Say Goodbye a cover písně Jar of Hearts od zpěvačky Christiny Perri. Ty byly původně k dispozici ke stažení zdarma, ale tato možnost byla později odstraněna.
V roce 2011 se z kapely rozhodli kvůli časovým důvodům odejít Nick i Chris, oba oznámili svůj odchod z kapely na oficiální stránce kapely na Facebooku. Následně do kapely přišel bubeník Josh Dun, který předtím působil ve skupině House of Heroes.

### 2011–2012: Regional At Best a podepsání smlouvy s Fueled By Ramen
Regional At Best, druhé album Twenty One Pilots, vyšlo 8. července 2011 již v nové sestavě, tedy s Tylerem Josephem a Joshem Dunem. V listopadu roku 2011 odehráli koncert v Columbusu, kde vyprodali 2300místný LC Pavilion, čímž zaujali pozornost několika nahrávacích společností. Ačkoliv se o kapelu zajímalo veliké množství nahrávacích společností, nakonec se kapela rozhodla podepsat kontrakt s Atlantic Records (pod které spadá Fueled By Ramen). Kvůli podepsání se pod novou společnost museli album Regional At Best stáhnout z prodeje.
V průběhu téhož roku poslalo duo přes jejich e-mailovou poštu svým fanouškům dvě volné, jinak nevydané skladby: původní verzi písně „House of Gold“ a song s názvem „Two“.
Dne 11. února 2012 umístila skupina na YouTube hudební video s dosud nevydanou písní s názvem „Goner“. Tento song byl později přepsán a zařazen na jejich album Blurryface pro rok 2015.

### 2012–2014: Vessel
Třetí album s názvem Vessel oficiálně vyšlo 8. ledna 2013. Kapela na jeho tvorbě spolupracovala s Gregem Wellsem, jenž má na svědomí spolupráci například s Katy Perry, Adele či kapelou Weezer. Singly z toho alba se začaly uchytávat i v amerických rádiích, „Holding On To You“ se umístilo na 11. místě v žebříčku Billboard Alternative Songs.
V roce 2012 vyšly z alba Vessel tři videa zveřejněná na YouTube, a to „Holding On To You“, „Car Radio“ a „Guns For Hands“. V roce 2013 z tohoto alba vyšlo video k písni „House Of Gold, Truce“ a v roce 2014 pak videoklip k písni „Ode to Sleep“. Během jara 2013 Twenty One Pilots dělali předskokany na turné Fall Out Boy k jejich novému albu.
V průběhu roku 2014 se kapela účastnila mnoha hudebních festivalů a dalších akcí po celé zemi, jako Lollapalooza, Bonnaroo, Boston Calling nebo Firefly. Výsledkem toho byl velký zájem o toto duo z různých měst v USA, které vyplynulo v jejich turné s názvem Quiet Is Violent World Tour, jež začalo v září 2014. Dne 13. dubna vystoupili se skladbou „Car Radio“ na MTV Movie Awards 2014. Se stejnou skladbou vystoupil i o několik dní později ve večerní talk show Late Night with Seth Meyers.

### 2015–2017: Blurryface a Emøtiønal Røad Shøw Wørld Tøur
Dne 16. března 2015 oznámili členové, že nové album s názvem Blurryface vyjde 19. května. Prvním singlem, který z alba vydali byl „Fairly Local“. Následoval singl „Tear in My Heart“, jehož hudební video bylo zveřejněno 5. dubna 2015. Dne 28. dubna vydali třetí singl z alba s názvem „Stressed Out“, který se umístil v americkém žebříčku Billboard Hot 100 na druhé pozici. Jako číslo jedna figuroval v podkategoriích toho žebříčku Alternative Songs a Hot Rock Songs.

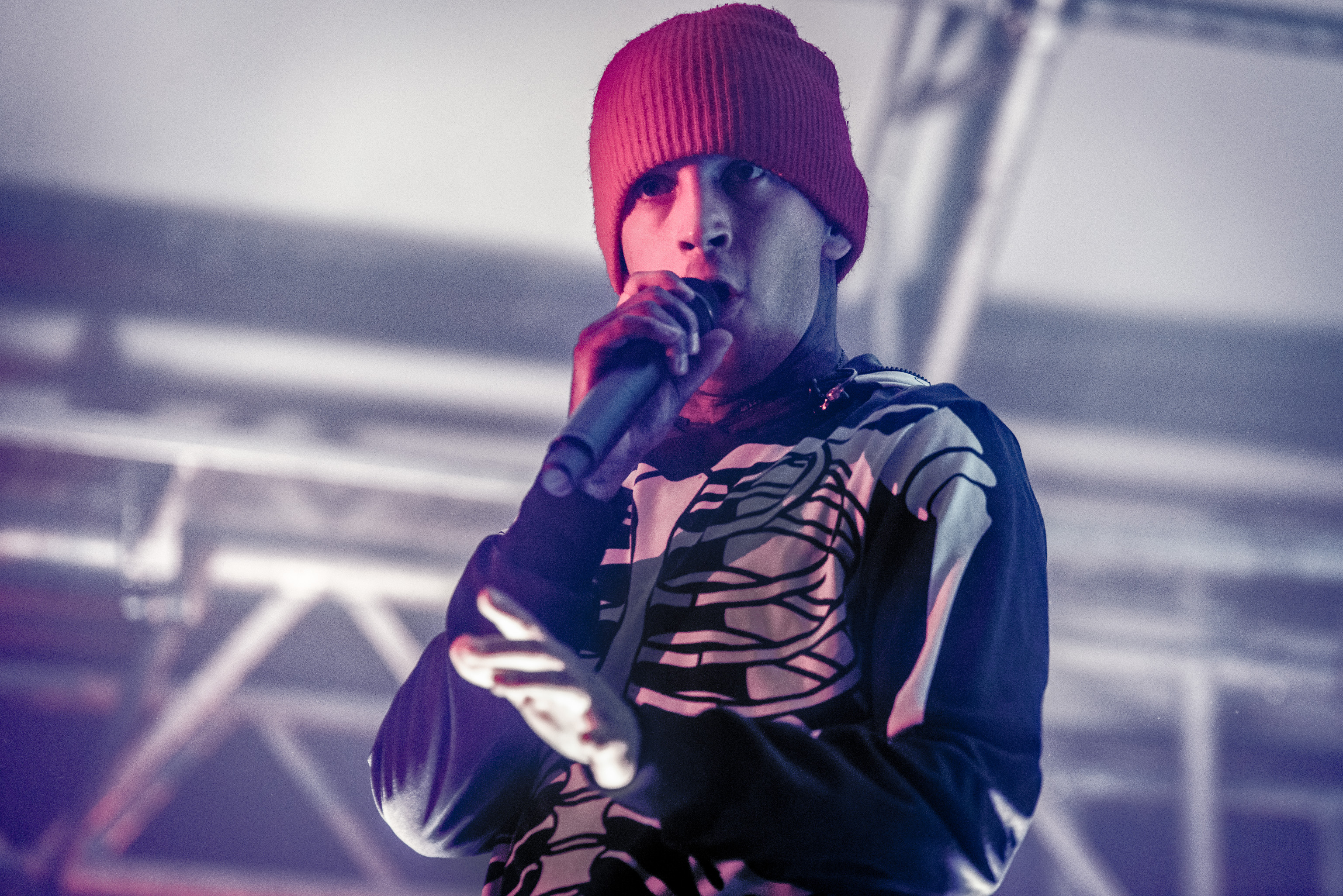
Zakladatel skupiny Tyler Joseph během vystoupení v německém Mnichově v roce 2016

Blurryface bylo nakonec vydáno o dva dny dříve, 17. května 2015, a hned v prvním týdnu ve Spojených státech se prodalo 134 000 tisíc kopií, díky čemuž se stala kapela číslem jedna v hitparádě Billboard 200. Dne 22. května 2016 zvítězila jejich deska v kategorii Nejlepší rockové album na Billboard Music Award, pořádaném hudebním magazínem Billboard, kde také kapela zvítězila v kategorii Nejlepší rockový umělec.
Dne 11. května 2015 zahájila kapela ve skotském Glasgow svou Blurryface World Tour. Americká část turné byla zahájena 8. září ve Washingtonu, D.C. Tour probíhala ve Spojených státech, Austrálii, jihovýchodní Asii, Japonsku a Evropě. Spolu s nimi cestovaly i skupiny Echosmith a Finish Ticket.
Další velkou světovou tour byla Emotional Road Show World Tour, kterou zahájila 31. května 2016 v americkém Cincinnati. Tour procházela přes Spojené státy, Kanadu, Mexiko, Evropu a Austrálii. Na tour se k nim připojily kapely Chef'Special a Judah & the Lion.
Dne 16. června 2016 vydala skupina song s názvem „Heathens“, který byl určen jako první soundtrack k plánovanému filmu Sebevražedný oddíl natočený na motiv komiksu od DC Comics. Hudební video pro píseň bylo zveřejněno 21. června 2016. Píseň pak zazněla na v závěrečných titulcích filmu.
Twenty One Pilots se stali teprve třetím rockovým uskupením, které mělo v americké hitparádě Billboard Hot 100 zároveň dva singly, to se předtím povedlo The Beatles a Elvisi Presleymu, kromě toho se stali po uskupeních OutKast a Macklemore & Ryan Lewis třetím duem, jež vykonalo tento počin.
Dne 14. září 2016 zveřejnila animovaný klip ke coververzi písně „Cancer“ rockové skupiny My Chemical Romance, čímž vzdávali hold albu stejné skupiny s názvem Rock Sound Presents: The Black Parade.
Začátkem října 2016 se pak stali hudebními hosty v pořadu Saturday Night Live. Kapela později hrála i na American Music Awards 2016, kde také dosáhly svých prvních ocenění v kategoriích: Nejoblíbenější pop/rocková kapela/duo/skupina a Nejoblíbenější umělec – alternativní rock.
V rozhovoru pro hudební magazín Alternative Press v listopadu 2016 uvedli, že se po jejich posledním vystoupení v dubnu 2017, soustředí na novou muziku. Joseph uvedl, že by se chtěl zaměřit na textový obsah hudby, a znovu hudbu pozvednout do autentičnosti, textů, zasazení a nebojácnost o psaní písní.
Jednu ze tří nominací proměnili při udílení Grammy Award v únoru 2017, když ovládli kategorii Popová skupina. Pro cenu si přišli v trenýrkách, k čemuž sami na pódiu poznamenali: „Když jsme se spolu před několika lety dívali na předávání Grammy, byli jsme v trenýrkách, a slíbili si, že jestli se někdy na Grammy dostaneme, převezmeme si ocenění v tom, v čem jsme před tou dobou seděli u nás v obýváku.“

### 2018–2020: Trench a The Banditø Tøur
Po roční pauze oznámili 11. července 2018 vydání páté studiové desky s názvem Trench. Zároveň v tentýž den vydali hudební video k singlu „Jumpsuit“, který byl uveden z nové desky jako první, a audio k singlu „Nico and the Niners“. Po dvou týdnech byl k „Nico and the Niners“ vydán videoklip, který byl natočen v Kyjevě a Charkově na Ukrajině. 8. srpna byl vydán hudební videoklip k „Levitate“ a 27. srpna byla zveřejněna písnička „My Blood“. Deska Trench byla vydána 5. října 2018. V den vydání alba byl k singlu „My Blood“ zveřejněn videoklip.
V rámci jejich The Banditø Tøur dorazili 16. února 2019 do pražské O2 Arény.
V roce 2019 Tyler Joseph v rámci rozhovoru oznámil, že se již pracuje na novém albu.

### 2021–2023: Scaled and Icy
7. dubna 2021 kapela oznámila datum vydání šesté desky s názvem Scaled and Icy. Téhož dne zveřejnila též singl „Shy Away“. Později byly jako singly vydány také skladby „Choker“, „Saturday“ a „The Outside“. Scaled and Icy bylo vydáno 21. května 2021. S písní Shy Away kapela vystoupila na Billboard Music Awards a v The Tonight Show Starring Jimmy Fallon. Kapela na jaře odvysílala živý přenos koncertu Twenty One Pilots: Livestream Experience, který byl 19. 5. 2021 promítán v kinosálech po celém světě.
10. 6. 2022 kapela vystoupila v pořadu MTV Unplugged s písněmi Stressed Out, Tear In My Heart, House of Gold/Lane Boy, Shy Away, Ride/Nico And The Niners, Car Radio/Heathens. V červenci 2022 Twenty One Pilots vystoupili na letním festivalu Colours of Ostrava.

### 2024-současnost: Clancy
Dne 15. února 2024 byly přebaly alb Vessel, Blurryface, Trench a Scaled and Icy aktualizovány tak, aby byly na streamovacích platformách částečně překryty červenou páskou. Několik lidí zveřejnilo na sociálních sítích, že dostali dopis od kapely, a v následujících dnech bylo na billboardech a plakátech na několika místech po celém světě odhaleno nové logo, které naznačovalo chystané album. 22. února bylo na platformách sociálních médií kapely zveřejněno namluvené video s názvem „I Am Clancy“, kde byly potvrzeny podrobnosti o dějové lince předchozích tří alb v očekávání dalšího alba. 28. února skupina oznámila singl s názvem „Overcompensate“, který byl vydán 29. února. Dříve ten den bylo oznámeno, že jejich sedmé studiové album, Clancy, vyjde 17. května. 18. března Joseph oznámil, že každá píseň na albu bude mít doprovodné hudební video. Druhý singl alba, „Next Semester“, byl vydán 27. března. Vydání alba bylo následně o týden zpožděno kvůli časovému rámci potřebnému k dokončení videí. Třetí singl „Backslide“ byl vydán 25. dubna s hudebním videem v režii Joshe Duna. 6. května kapela oznámila poslechové party, které se budou konat ve vybraných obchodech v různých zemích, mezi 18. a 23. květnem, tedy den před datem vydání alba. Čtvrtý singl „The Craving“ byl vydán 22. května; tato verze je nazvaná „(Single Version)“ na rozdíl od alba „(Jenna's Version)“. S písní "Routines in the Night" kapela vystoupila 20. září 2024 v pořadu The Tonight Show Starring Jimmy Fallon.
V průběhu května 2024, před vydáním alba, se konalo pět komorních koncertů pod společným názvem „Večer s Twenty one pilots“. Koncertní turné skládající se z více než 70 vystoupení na čtyřech kontinentech na podporu alba, Clancy World Tour, začalo v srpnu 2024 v Denveru v Coloradu a skončí v květnu 2025 v Londýně. Součástí turné je putovní výstava The Fan Premiere Exhibit, obsahující kostýmy, originály textů písní, rekvizity z videoklipů, trenýrky z předávání cen Grammy 2017, a další memorabilie spojené s kapelou.

## Hudební styl a vlivy
Kapela kombinuje prvky piana, bicích, ukulele, vokálů a příležitostně i baskytary a trumpety. Jejich texty jsou označovány za poezii, a jelikož je těžké poezii „vecpat“ (jak se vyjádřil Tyler) do hudby, často se ze zpěvu přechází v rapování. Kapelu lze jen stěží zařadit do jednoho stylu vzhledem k jejich variabilitě. Dle článku na mtv.com je duo obdivováno pro svá energická vystoupení naživo a pro svůj styl, označovaný jako „schizofrenní pop“, ve kterém spojují melodii vedenou klavírem s recitovanými úseky. Podle slov členů je hlavním cílem kapely přinutit lidi zamyslet se a najít radost ve svém životě.
Ačkoli hodně z jejich skladeb obsahuje narážky na křesťanskou teologii, jež obsahují i zprávy (i když nikoli zjevné) o Bohu a rovněž všichni členové kapely (dřívější i současní) jsou křesťané, Twenty One Pilots nelze považovat za křesťanskou kapelu.

## Členové kapely

### Současná sestava
- Tyler Joseph – je zpěvák. Hraje na: piano, ukulele, baskytaru, klávesy, syntezátory (2009–nyní)
- Josh Dun – bicí, trumpeta, zpěv (2011–nyní)

### Dřívější členové
- Nick Thomas – baskytara, klávesy (2009–2011)
- Chris Salih – bicí (2009–2011)

### Doprovodní hudebníci pro Takeøver Tour, Icy Tour a Twenty One Pilots: Livestream Experience[41]
- Skyler Acord – baskytara (2021–2024)
- Todd Gummerman – klávesy, elektrická kytara, doprovodné vokály (2021–2024)
- Paul Meany – produkce, klávesy, doprovodné vokály (2021–2024)
- Dan Geraghty – elektrická kytara (2021–2024)
- Jesse Blum – trumpet, keyboards (2021–2024, příležitostně také 2014–2020)
- Kenyon Dixon – doprovodné vokály (2021)
- Danielle Withers – doprovodné vokály (2021)

## Diskografie

### Studiová alba
- Twenty One Pilots (2009)
- Regional at Best (2011)
- Vessel (2013)
- Blurryface (2015)
- Trench (2018)
- Scaled and Icy (2021)
- Clancy (2024)

### Další vydané skladby a soundtracky:
- Heathens (soundtrack, film Sebevražedný oddíl, 2016)
- The Line (soundtrack, seriál Arcane: League of Legends, 2. série, 2024)[42]

## Koncertní tour
Hlavní účinkující
- Mostly November Tour (2012)
- Trip for Concerts Tour (2013)
- Quiet Is Violent World Tour (2014)
- Blurryface Tour (2015/2016)
- Emotional Roadshow World Tour (2016/2018)
- The Bandito Tour (2018/2019)
- Takeøver Tour (2021/2022)
- The Icy Tour (2022)
- Clancy World Tour (2024/2025)

## Fandom

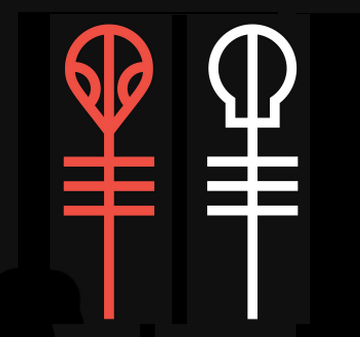
Znak Skeleton Clique

Fanouškům Twenty One Pilots se říká Skeleton Clique, clique nebo clikkies. Jejich znakem jsou dvě svislé čáry, které protínají tři vodorovné. Levá má pak nahoře obličej mimozemšťana a pravá lebku.